# Колеховиці-Фольварк
Колеховиці-Фольварк (пол. Kolechowice-Folwark) — село в Польщі, у гміні Острів-Любельський Любартівського повіту Люблінського воєводства.
Населення — 214 осіб (2011).
У 1975-1998 роках село належало до Люблінського воєводства.

## Демографія
Демографічна структура станом на 31 березня 2011 року:
|          | Загалом | Допрацездатний вік | Працездатний вік | Постпрацездатний вік |
| -------- | ------- | ------------------ | ---------------- | -------------------- |
| Чоловіки | 97      | 24                 | 65               | 8                    |
| Жінки    | 117     | 31                 | 60               | 26                   |
| Разом    | 214     | 55                 | 125              | 34                   |